# Marie-Ange Guillaume
Marie-Ange Guillaume est une femme de lettres et scénariste française née le 13 octobre 1945. 

## Biographie
Marie-Ange Guillaume a commencé en tant que pigiste, de 1972 à 1976, dans une rubrique du journal hebdomadaire Pilote. Elle intègre ensuite d'autres journaux comme Libération, Le Monde de la musique, 20 ans. Plus tard, de 1999 à 2004, elle devient rédactrice pour Cosmopolitan.[réf. souhaitée]
Son roman Le Voleur de dentelles est publié en 1986. Elle écrit également des ouvrages jeunesse, Raoul, et Comment chasser un monstre en 2003, Suzanne en 2004. 
Elle rédige des chroniques qui sont publiées en 2005 dans Cosmopolitan.
Son recueil intitulé L'Odeur de l'homme est préfacé par Daniel Pennac. Cette œuvre fait l'objet d'une adaptation théâtrale réalisée par Christine Larivière en 2015 sous le titre Un Chien de ma chienne. 
En 2012, elle publie Ça m'énerve, qui met en scène avec humour des situations énervantes,,,. 
La même année est publié Qui dit chat, dit chien ! dessiné par Florence Cestac.
En 2013 est publié son ouvrage Tout le cimetière en parle.
En 2014, Aucun souvenir de Césarée, est un ouvrage autobiographique,, dans lequel elle évoque sa mère.
Marie-Ange Guillaume écrit aussi les biographies de William Sheller, Pierre Desproges et René Goscinny.
Elle participe, en tant que dialoguiste, à l'adaptation de films en dessins animés, dont Les aventures de Lucky Luke, Tous à l'Ouest. 
En 2014, elle quitte Paris pour s'installer à Sète.

## Œuvres

### Romans et récits
- Le Voleur de dentelles, co-écrit avec Gérard Lauzier, France Loisirs, 1986  (ISBN 2724229282)
- Ils s’en allaient faire des enfants ailleurs, 1988 ; Panama, 2006  (ISBN 2757803093)
- J’attends un chien (textes), illustré par Florence Cestac, Albin Michel, 1996
- L'Histoire d'un conteur éclectique, entretiens avec Fred, Dargaud, mars 2011  (ISBN 978-2-205-06078-2)
- Qui dit chat, dit chien (textes), illustré par Florence Cestac, Dargaud, septembre 2012  (ISBN 978-2-205-06878-8)
- L'Odeur de l'homme, Pocket, septembre 2005  (ISBN 2266161377)
- Monsieur, avec Henri Galeron, Panama, octobre 2008,  (ISBN 2755703792)
- Tout le cimetière en parle, Points, 2011  (ISBN 2757828045)
- Ça m'énerve, Le Passage, 2012  (ISBN 2847421971)
- Aucun souvenir de Césarée, Le Passage, 2014  (ISBN 2847422404)
- Bretécher, morceaux choisis, avec Claire Bretécher, Dargaud, novembre 2015  (ISBN 2505065187)
- Pars, s'il le faut, Le Passage, janvier 2019  (ISBN 2847424059)

### Recueil de nouvelles
- La Dernière nuit (nouvelles), Points, octobre 2002  (ISBN 2020859157)

### Biographies
- Goscinny (scénario),  Seghers, coll. « Les Auteurs par la bande », novembre 1987  (ISBN 2-232-10113-4)
- William Sheller, Seghers, 1989.
- Tranches de Lauzier, Dargaud, 1993.
- Goscinny - Biographie (scénario), co-écrit avec José-Louis Bocquet, Actes Sud, novembre 1997 ; rééd. collection Babel Essai, octobre 2017  (ISBN 978-2-330-08712-8)
- Desproges, portrait, Seuil, 2000  (ISBN 2757803654)

### Ouvrages jeunesse
- Sacré Raoul, Seuil Jeunesse, 2002  (ISBN 2020537907)
- Comment chasser un monstre (scénario), avec Henri Galeron, Seuil Jeunesse, août 2003  (ISBN 978-2020588744)
- Mes chers voisins, avec Nicole Claveloux, Seuil Jeunesse, septembre 2003  (ISBN 2020607433)
- Suzanne, avec François Roca, Seuil Jeunesse, 2004  (ISBN 2020618192)
- Le Paradis des ours en peluche, Seuil Jeunesse, septembre 2004  (ISBN 2020679752)
- Monsieur, avec Henri Galeron, Panama, 2008 puis Les Grandes Personnes, 2011  (ISBN 9782361931131)

### Préfaces
- Préface des Dingodossiers, par René Goscinny et Gotlib
- Préface de Philémon, volume 16 : Le Train où vont les choses..., par Fred, Dargaud, février 2013  (ISBN 978-2-205-03741-8)
- Préface de Gérard Lauzier (Intégrale 2), Dargaud, avril 2017  (ISBN 978-2-205-07689-9)